# Marija Wassiljewna Fechner
Marija Wassiljewna Fechner (russisch Мария Васильевна Фехнер; * 12. Junijul. / 25. Juni 1909greg.; † 1996) war eine sowjetisch-russische Mittelalterhistorikerin.

## Leben
Nach dem Mittelschulbesuch während des Ersten Weltkriegs, der Oktoberrevolution und des Bürgerkriegs begann Fechner 1928 das Studium in der Heimatmuseum-Abteilung der Universität Moskau} (MGU), das sie 1931 abschloss. 1932 wurde sie im Moskauer Historischen Museum angestellt, wo sie Exkursionen bearbeitete.
Fechner wurde 1940 wissenschaftliche Mitarbeiterin des Museums. Während des Deutsch-Sowjetischen Kriegs hielt sie Vorträge für Rotarmisten.
Nach der Aspirantur am Lehrstuhl für geschichtliche Quellenkunde der Historischen Fakultät der Lomonossow-Universität Moskau bei Michail Tichomirow verteidigte Fechner ihre Dissertation über den Handel des russischen Staates mit den Ländern des Ostens im 16. Jahrhundert mit Erfolg für die Promotion zur Kandidatin der historischen Wissenschaften. Darauf wurde sie Leiterin der Archäologie-Abteilung des Historischen Museums.
Fechner erforschte die wirtschaftlichen Beziehungen des Kiewer Russlands mit den Ländern des Ostens und des Mittelmeers im 9.–14. Jahrhundert. Ein Forschungsschwerpunkt waren die frühmittelalterlichen Denkmäler im Wolga-Oka-Gebiet. Sie beteiligte sich an den Ausgrabungen der Gräberfelder des 9.–11. Jahrhunderts im Jaroslawler Wolga-Gebiet. Auch untersuchte sie die Verbindungen Russlands mit der skandinavischen Welt. In den 1950er und 1960er Jahren verfasste sie mehr als 80 Artikel für die Große Sowjetische Enzyklopädie.